# Behindertenhilfe
Der Begriff Behindertenhilfe umfasst organisierte Hilfs- und Beratungsangebote für Menschen mit Behinderungen.
Einrichtungen bzw. Leistungsangebote der Behindertenhilfe sind beispielsweise:
- Beratungsstellen
- Frühförderung
- integrative Einrichtungen wie Kindergärten oder Inklusionsbetriebe nach § 215 SGB IX
- sonder- und heilpädagogische Kindergärten
- Tagesbildungsstätten (nur in Niedersachsen)
- spezielle Berufsschulen, zum Beispiel für Hörgeschädigte
- Berufsausbildung für zum Beispiel Blinde oder Hörgeschädigte
- berufliche Integrationshilfen
- Wohn- und Betreuungsangebote für Menschen mit Behinderungen
- Werkstätten für behinderte Menschen (WfbM)
- Angebote für Menschen mit psychischen Behinderungen
- Fahrdienste

Getragen werden diese Einrichtungen in der Bundesrepublik von freien Trägern, wie beispielsweise Caritas, Diakonisches Werk, Lebenshilfe, Selbsthilfeinitiativen, Elternvereinen oder, falls kein freier Träger für die Übernahme der entsprechenden Aufgaben zur Verfügung steht, von öffentlichen Trägern, was dem Subsidiaritätsprinzip entspricht.
Für die Finanzierung existiert keine einheitliche Grundlage. Abgerechnet werden die Angebote über Leistungen nach den §§ 53–60 des Zwölften Buches Sozialgesetzbuch (SGB XII), der Pflegeversicherung (SGB XI), der Eingliederungshilfe (SGB IV), des Arbeitsförderungsgesetzes (SGB III), des Gesetzes zur Rehabilitation und Teilhabe behinderter Menschen (SGB IX), des § 35a (Eingliederungshilfe für seelisch behinderte Kinder und Jugendliche) des Kinder- und Jugendhilfegesetzes (SGB VIII) und über verschiedene Gesundheits- und Rehabilitationsleistungen (unter anderem SGB V und SGB VII). Die Finanzierung der Schulen, die Kinder und Jugendliche mit Behinderung besuchen, ist grundsätzlich Ländersache.
Siehe auch: SIVUS-Methode

Siehe auch: Gestaltung der Betreuung von Menschen mit Behinderung (GBM)

## Verbände der Behindertenhilfe
Nach der Zugehörigkeit der Einrichtungen zu bestimmten Verbänden der Freien Wohlfahrtspflege organisiert sich ein großer Teil der Einrichtungen in sogenannten Unternehmensfachverbänden mit dem Ziel des Austauschs und der Lobbyarbeit auf politischer Ebene.
- Caritas Behindertenhilfe und Psychiatrie e. V. (CBP)
- Bundesverband evangelische Behindertenhilfe e. V. (BeB)
- Bundesvereinigung Lebenshilfe
- Bundesverband für körper- und mehrfachbehinderte Menschen e. V. (bvkm)
- Bundesverband anthroposophisches Sozialwesen[1]
- Arbeiterwohlfahrt
- Diakonisches Werk Württemberg e. V.